# Bermudzki Komitet Olimpijski
Bermudzki Komitet Olimpijski (ang. Bermuda Olympic Association), BOA – organizacja sportowa koordynująca bermudzkie organizacje sportowe, funkcjonująca jako Narodowy Komitet Olimpijski Bermudów oraz Narodowy Komitet Paraolimpijski Bermudów.
Bermudzki Komitet Olimpijski został założony z inicjatywy lokalnych pływaków jak John King, Chummy Hayward i Jim Murray. Organizacja złożyła wniosek o członkostwo do Międzynarodowego Komitetu Olimpijskiego w 1934 roku. Przy wzmożonym wysiłku i aktywnej korespondencji BOA otrzymał status pełnego członka 13 lutego 1936 roku. Już tego samego roku przyszło zaproszenie dla reprezentacji Bermudów na XI Letnie Igrzyska Olimpijskie w Berlinie. 
Głównym zadaniem Bermudzkiego Komitetu Olimpijskiego jest rozwój sportowców oraz wprowadzenie w życie programów rozwoju sportu amatorskiego i profesjonalnego. Jako członek MKOl, Komitet promuje zasady olimpizmu oraz powoływanie reprezentantów kraju na igrzyskach olimpijskich oraz na inne multidyscyplinarne imprezy sportowe jak: Igrzyska panamerykańskie, Igrzyska Wspólnoty Narodów i Igrzyska Ameryki Środkowej i Karaibów.